# Dermophis parviceps
Dermophis parviceps és una espècie d'amfibis gimnofions de la família Caeciliidae. Habita a Costa Rica i Panamà. Els seus hàbitats naturals inclouen boscos secs tropicals o subtropicals i montanos secs. Està amenaçada d'extinció per la pèrdua del seu hàbitat natural.